# 布隆乡
布隆乡，是中华人民共和国新疆维吾尔自治区阿克苏地区拜城县下辖的一个乡镇级行政单位。

## 行政区划
布隆乡下辖以下地区：
奥依买里村、阿克墩村、牙斯热木库鲁其村、欧吐拉布隆村、托万克布隆村、牙斯热木英阿依玛克村、牧场村和煤矿村。